# ساو سا
الحكم_البريطاني_لبورما

ساو سا ((بالبورمية: စောဆ)‏ ؛ معروفة أيضا باسم ساو حسا، ما ساو سا، داو سا؛ 1 أغسطس 1884 - 28 فبراير 1962) كانت طبيبة بورمية، وقابلة، ومديرة مستشفى، ومرسلة مسيحية، ومناصرة، ومسؤولة حكومية. كانت الدكتورة ساو سا أول امرأة بورمية تحصل على شهادة طبية متقدمة، وأول امرأة تخدم في مجلس الشيوخ في البرلمان الاستعماري.

## حياة سابقة
كانت ساو سا ابنة لآباء مسيحيين بورميين. كان والدها بو ساو مسؤولًا حكوميًا من بروم. كانت أول امرأة تتخرج من كلية جودسون التي يديرها المعمدان في يانغون، بورما البريطانية. حصلت على منحة ارسالية للالتحاق بكلية الطب في كلكتا،  حيث أصبحت أول امرأة بورمية تحصل على ترخيص طبي، في عام 1911. حصلت على مزيد من التدريب في مجال الصحة العامة في الكلية الملكية للأطباء والجراحين في دبلن، حيث كانت «أول طالبة بورمية تحصل على زمالة».

## المهنة الطبية وأنشطة المهمة
قيل أن ساو سا كانت الطبيبة الوحيدة في بورما عندما عادت إلى يانغون في عام 1913. من عام 1914 إلى عام 1921، كانت مديرة مستشفى ليدي دوفرين للولادة في يانغون. كانت أختها وأبناء عمومتها من بين ممرضات المستشفى. نشرت كتابًا، القبالة (1921). بعد عام 1921، كان لديها عيادة طبية خاصة في يانغون،  وأدارت مستشفى خيري. خلال الحرب العالمية الثانية، عالجت ضحايا الحرب.
في عام 1921 سافرت ساو سا إلى الولايات المتحدة.حضرت اجتماع الجمعية النسائية التبشيرية الأمريكية المعمدانية الأمريكية في دي موين ، أيوا،  ممثلةً عمل المنظمة في الهند وبورما.   أعطاها رواد المؤتمر «دش كتب» الذي ضم حوالي 800 مجلد باللغة الإنجليزية واشتراكات في المجلات لنقلها إلى طلاب مدرسة الإرساليات في انغون. خدمت في المجلس التبشيري الدولي عندما اجتمعت في بحيرة موهونك، نيويورك. تابعت المزيد من الدراسات في الطب في جامعة جونز هوبكنز.  قيل إنها أول امرأة بورمية «تقوم برحلة حول العالم».

## سياسة
عملت ساو سا في اللجنة التنفيذية لجمعية التبشيريين في بورما المعمدانية، عندما تشكلت عام 1926.  في عام 1927، عملت في اللجنة المحلية في بورما للمؤتمر السابع لجمعية الشرق الأقصى للطب الاستوائي. في عام 1934، تحدثت لصالح حق الاقتراع للنساء المتزوجات في بورما، في نادي رابطة حرية المرأة في لندن،  وبينما كانت مندوبة في اجتماعات حول انفصال بورما الإداري عن الهند تحت الحكم الاستعماري البريطاني.  وأعلنت: «نطالب امتياز الزوجة لزوجات جميع الرجال الذين يصوتون على مؤهلات أخرى»، مضيفة «بشأن مبدأ المساواة مع الرجال، نحن لا نفضل على الإطلاق تخصيص مقاعد للنساء». في عام 1937، تم انتخاب ساو سا إلى المجلس الأعلى في مجلس الشيوخ البورمي، لتصبح أول امرأة تشغل منصب المشرع.  
تلقت الدكتورة ساو سا رتبة الإمبراطورية البريطانية في 3 يونيو 1935.

## الحياة الشخصية
توفت ساو سا في 28 فبراير 1962 ؛ كان عمرها 77 (في عامها 78). 